# Acrapex unicolora
Acrapex unicolora là một loài bướm đêm trong họ Noctuidae.